# Julien Blaine
Pour les articles homonymes, voir Blaine.
Julien Blaine, né Christian Poitevin le 19 septembre 1942 à Rognac, est un artiste et poète français.
Il a été l'un des créateurs de la poésie action et a participé à la vie de la poésie performance en France comme à l'étranger.

## Biographie
Julien Blaine crée sa première revue, Les Carnets de l'Octéor, à l'âge de 20 ans. Parallèlement, il se lance dans la performance, la poésie action, avec Reps éléphant 306. Cette performance se compose à partir d'un interview d'éléphant, qu'il va retraiter sur bande.
Dès lors, il approfondira ces deux champs : d'un côté, la publication et la mise en question de ce support ; de l'autre, la poésie action, qui rompt avec la lecture classique, au même titre que ce qu'a pu faire Bernard Heidsieck avec la poésie sonore.
En 1988, Blaine crée, après celles de Cogolin, les rencontres internationales de poésie de Tarascon, puis, en 1989-1990, un lieu de diffusion et de création poétique au cœur de la vieille ville de Marseille, le Centre international de poésie Marseille (cipM) — il est, à l'époque, adjoint de la mairie phocéenne délégué à la culture. Il occupera également une place importante dans le festival Voix de la Méditerranée de Lodève, peu après sa création en 1998.

### RevueDoc(k)s
Blaine crée en 1976 la revue internationale Doc(k)s, qui, avec Action poétique, arrêtée aujourd'hui, est maintenant l'une des plus vieilles revues de poésie contemporaine française.  Doc(k)s n'est pas une revue classique de poésie, mais elle cherche à faire apparaître la poésie dans ce qu'elle a de plus divers. C'est pourquoi les numéros sont consacrés tant à des thèmes qu'à des pays, des contrées du monde.
Doc(k)s devient en ce sens un réel document pour ceux qui veulent approcher toutes les modalités poétiques contemporaines. C'est un carrefour des expériences d'écriture. En 1990, « délégué à la poésie » au sein de la municipalité phocéenne, Julien Blaine abandonne la direction et l'édition de Doc(k)s à Akenaton (Philippe Castellin et Jean Torregrosa), groupe de poètes et performers intermedia qui engagent Doc(k)s dans l'exploration des nouvelles possibilités offertes par le développement du numérique et lui assurent une visibilité internationale.

### Arrêt de la performance
En 2005, Blaine décide, à l'occasion de ses 60 ans, d'arrêter la performance. Depuis l’« abandon » de celle-ci, il s’expose et expose souvent dans des « démonstr'actions » et intervient régulièrement sous forme de « déclar'actions » en solo ou avec différents partenaires, poètes ou musiciens (Hortense Gauthier, Joëlle Léandre, Patrice Soletti, Philippe Boisnard, John Giorno, Ma Desheng, Guillaume Loizillon, Emmanuel Loi, Patrick Muller, Richard Léandre, Étienne Brunet, Jürg Halter, Jean-François Pauvros, Éric M., etc.). Il s'agit pour lui de transformer son mode d'intervention, qui sera davantage relié à la langue qu'à l'action.
Sa fille Marie Poitevin, cinéaste, a réalisé un film à ce sujet : Julien Blaine, l'éléphant et la chute. Blaine organise pour fêter cet arrêt une tournée « Bye-bye la perf’ » qui durera un an. Chaque soirée il sera entouré aussi bien de jeunes écrivains que des compagnons de route.

## Son œuvre

### Une poésie élémentaire
Julien Blaine, tout au long de ses publications, s'interroge sur le sens, sa formation, et en quel sens il se constitue. Cette recherche s'est constituée comme poésie élémentaire. La caractéristique de la poésie élémentaire tient à ce que tout élément signifiant est incorporé dans le poème, aussi bien des éléments de typographie non alphabétiques, que l'ensemble des traces de la culture humaine tous continents confondus.
La poésie se fait également avec le poète, avec sa voix et son corps. La poésie élémentaire, et d'autres, telles la poésie sonore, sort la poésie du livre. Ce n'est pas que l'écrit ne soit pas important, mais il est un des aspects résiduels de l'ensemble. Ce qui fait la différence poésie / prose est que dans la poésie interviennent la marche et le souffle. Ainsi la marche donne le rythme qui donne, entre autres, la rime. Par son corps, son attitude, le poète créé un rapport à l'autre, qui est un pacte entre lui et l'autre, pacte où la présence du plaisir est fondamentale. Ces conceptions se voient dans les troubadours et, plus récemment, chez les futuristes et Dada.
C'est en ce sens que Julien Blaine, avec la poésie élémentaire, construit une forme d'archéologie poétique de la naissance du langage et de sa transformation dans le temps.
Depuis quelques années, il poursuit cette recherche et la publie sous le titre Les Cahiers de la 5e feuille.

## Engagement militant
Julien Blaine est signataire d’une pétition en collaboration avec des personnalités issues du monde de la culture pour boycotter la saison culturelle croisée France-Israël, qui selon l'objet de la pétition sert de « vitrine » à l'État d'Israël au détriment du peuple palestinien.

## Livres publiés
- WM Quinzième (Éd. Les Carnets de l’Octéor) 1966
- Essai sur la Sculpturale (Éd. Denise Davy) 1967
- Paragenesi (Éd. Sampiero) 1968
- Petit précis d’Érotomanie (Éd. Agentzia) 1969
- Processus de déculturatisation (Éd. Tête de Feuilles) 1972
- Elefanti e primi testi (Éd. Geiger) 1977
- Passé/Futur (Éd. Factotum Art) 1979
- Reprenons la ponctuation à zéro (Zérosscopiz Éd. NèPE) 1980
- Énoncé du problème (Éd. Loques) 1981
- 13427 poëmes métaphysiques (Éd. Évidant) 1986
- L’  (Éd. Akenaton) 1988
- Poëme métaphysique n° 12897 (Éd. Spectres Familiers) 1988
- Via Italia (Éd. Rara International) 1990
- Bimot (Éd. Évidant) 1990
- Fioriture - illustrations Joël Hubaut (Éd. Delacrem) 1992
- Calmar (Éd. Spectres Familiers) 1993
- Bamileke (Giona Éd.) 1995
- Parodies & Brouillons (Adriano Parise Éd.) 1995
- L’Arc c’est la Lyre (Éd. Al Dante) 1998
- Gloria Mundi (Éd. Al Dante) 1998
- Pagure (Éd. Al Dante) 1999
- La Fin de la chasse (Éd. Al Dante & Safaribooks) 1999
- Comment sortir la phrase de sa gangue (Éd. Al Dante) 2001
- Kyé de N & de M (VOIX éditions) 2002
- Se constituer vrai/ment Grand Père (Éd. le Bleu du Ciel) 2003
- L’Impromptu de Valenciennes (Éd. de l’école des beaux-arts de Valenciennes) 2004
- L’Éventail n° 1 - 1959/2004 avec Antoine Simon (Éd. NèPE) 2005
- En dansant la Sumida - avec Valentine Verhaeghe et Viviane Duvergé (Éd. NèPE) 2005
- Bye-bye la perf. livre + CD audio (Éd. Al Dante), 2007.
- Poëmes Vulgos (Éd. Al Dante), 2008.
- Agnès Olive rencontre Julien Blaine, Éd. La Belle Bleue, 2009
- Mo(u)llard, éditions Plaine Page, 2009
- Mais 2009, Dernier Télégramme, 2010
- Ce petit nuage a l'air bête,  collection jeunesse Petit VA !,  Éd. Centre de Créations pour l'Enfance, 2014
- Thymus, Le Castor Astral, 2014
- 2019, Al Dante, Les Presses du réel, 2020
- Le Grand Dépotoir, Al Dante, Les Presses du réel, 2020
- La Cinquième Feuille – Aux sources de l'écrire et du dire, Al Dante, Les Presses du réel, 2020
- Introduction à la performance, Al Dante, Les Presses du réel, 2020
- Dans les décombres de Julien Blaine, Redfox Press, 2020
- Le Livre du savon, images de Janine Martin-Prades, Éditions du Val de l'Arc, 2022
- Avec Jean-Jacques Lebel, Un Dialogue à propos du grand dépotoir, Éditions Paraules, 2022
- Proz' & Po¨m, Manifeste editions et Les Lettres Françaises, 2022
- Le petit bestiaire Bréviaire naïf (version abrégée), Fidel Anthelme X, 2023

### Catalogues d'exposition
- Simulacre de rituel-Massacre (Éd. Factotum Art) 1985
- Conjonction 18 (Éd. J. & J. Donguy) 1987
- Œuvres de/sur papier (Éd. Mercato Del Sale) 1987
- A Gang of 4: Beltrametti, Blaine, Koller, Raworth. (Éd. Mercato Del Sale) 1987
- Sortie de Quarantaine
  - Tome 1 Horizon (Éd. Lara Vincy) 1992
  - Tome 2 Ch’i (Éd. J. & J. Donguy) 1992
  - Tome 3 Vertigo signi (Éd. Roger Pailhas) 1992
  - Tome 4 Atelier de linogravure (Adriano Parise Éd.) 1995
- Minute Papillon (Éd. NèPE) 1996
- Le Rouge et le noir (les Éditions Générales) 1993
- Horizons partiels (Éd. Adriano Parise) 1996
- Du Sorcier de V. au Magicien de M. (Éd. Pailhas) 1997
- La 5e feuille (NèPE) 1999
- La Lettre & the Word (A. Parise) 2000
- Julien Blaine & Sarenco (Art Scarpulin - Merano) 2003
- IHALI, installation Humaine Anonyme Laissée là par Inadvertance[6] no 6, éditions Plaine Page, 2012

### Expositions personnelles
- 24 Testi alla Bomba Galerie Rinascita (Modène, 1964)
- Retour d’Amérique latine, galerie Athanor (Marseille, 1976)
- Garage 103 (Nice, 1977)
- Avec Doc(k)s, galerie Arlogos (Nantes, 1979)
- Mail-Artists in the World Galerie Lara Vincy (Paris, 1979)
- Destinataire Paris, galerie Lara Vincy (Paris, 1979)
- Quant à l’échec du livre, Franklin Furnace (New York, 1980)
- À travers Vou, galerie Trans/Form (Paris, 1981)
- 20e anniversaire de Doc(k)s, Centre G. Pompidou (Paris, 1982)
- Simulacre de rituel, galerie Roger Pailhas (Marseille, 1985)
- Galerie Donguy (Paris, 1986)
- Studio Morra (Naples, 1986)
- Œuvre de/sur papier Mercato del Sale (Milan, 1987)
- Galerie Donguy (Paris, 1987/88)
- Otis / Parsons Gallery (Los Angeles, 1990)
- Ch’i, Série Bleue Casa Bianca (S. I. d’Enzo, 1989)
- Altri Testi alla Bomba Domus Jani (Vérone, 1991)
- Ch’i ou Qi, galerie Donguy (Paris, 1992)
- Horizon, galerie Lara Vincy (Paris, 1992)
- Vertigo Signi, galerie Roger Pailhas (Paris, 1992)
- Poker, Salle privée du casino de Malindi (Kenya, 1992)
- M’ssieurs/Dames, Salle privée du casino de Malindi (Kenya, 1993)
- Vertigo Signi (n° 2), galerie Galéa (Caen, 1993)
- Ch’i, galerie Gabrielle Vitte/ARTCO (Ajaccio, 1993)
- L’atelier de linogravure à l’ancienne, galerie Lola Gassin (Nice, 1994)
- Rétrospective des 4 “Sortie de 40aine”, galerie La Giarina (Vérone, 1995)
- LAPHRA, galerie Heads & Legs (Liège, 1995)
- Moi l’autre, galerie de Marseille (Marseille, 1995)
- Rétrospective Doc(k)s, CBK, Guy Bleus' E-Mail-Art Archives (Hasselt, 1995)
- Fenêtres à jour, galerie du Tableau (Marseille, 1996)
- Atelier de linogravure II, atelier Arte Visive Ducale (Mantoue, 1996)
- Horizons Part(c)iels Centro per l’Arte Contemporanea (Umbertide, 1996)
- Avant de se faire encadrer, Società Belle Arti (Vérone, 1996)
- Du Sorcier de V. au magicien de M., galerie Roger Pailhas (Marseille, 1997)
- Lettres & Cartes, galerie L’Engage (Rennes, 1998)
- Variations autour de la haine ordinaire, galerie Susini (Aix-en-Provence, 1998)
- L’herbier bleu, Villa Waldberta (Munich, 1998)
- La 5e feuille L’Art Notre (Périgueux, 1999)
- Grand voyageur nel tempo, Galleria Miralli (Viterbe, 1999)
- VACarme Ventabren Art Contemporain (Ventabren, 1999)
- La lettre et le WORD Walker’s Point Center (Milwaukee, 2000)
- La 5e feuille Tour du Roi René - Vieux Port c/o galerie Pailhas (Marseille, 2000)
- Qu’est-ce à lire ?, galerie le Tableau (Marseille, 2000)
- 2 des 5 feuilles, galerie H2O (Barcelone, 20/2001)
- du sorcier (...) à l’envoûteur (...) QV.A.C. (Ventabren Art Contemporain) (Ventabren, 2001)
- Envoi épistolaire avec haine ordinaire, galerie Satellite (Paris, 2002)
- les bréviaires de g&g, galerie Lara Vincy (Paris, 2002)
- Julien Blaine & Sarenco Art Scarpulin (Merano, 2003)
- L'aurignacien contemporain Fabbrica Sarenco (Verona, 2003)

### Les petits tirages ou livres d’artistes
Julien Blaine a publié dans plus d'une centaine de petits livres ou de livres d'artistes à tirage limité. Au fil des années on peut retenir :
- 1967 : Les Ponts sont des mots étirés (Éd. Robho)
- 1968 : Manifeste de Mai sous forme d’idéogrammes (livre-tract)
- 1970 : Dernière tentative de l’individu (Éd. Geiger)
- 1982 : Ch’i (Unfinitude Éd. NèPE)
- 1987 : 
  - Poëmes n° 12909 (Les Anartistes)
  - Origina (e)(i)(o)(u)l (Éd. E.A. Vigo)
- 1989 : Le Troisième mot (Éd. Doc(k)s)
- 1991 : Box Exter suivi de Métaphore (Éd. Hercule de Paris)
- 1993 : Carnet(s) de piste (Éd. Jacques Clauzel)
- 1994 : 
  - Potager (Éd. NèPE)
  - Claustrophobie (Éd. Dépanne Machine)
- 1996 : 
  - ô, N. (Derrière la salle de bains)
  - Avant les variantes (Éd. AIOU)
  - Horizons (avec Yves Jolivet) (Éd. Le mot et le reste)
- 1997 : Y A 1 Lézard (Derrière la salle de bains)
- 1998 : The last 69...  (Worm Prods) avec César Figueiredo
- 1999 : La cinquième feuille (aurignacienne) (Éd. Bus Bureau)
- 2000 : 
  - 2000. 4 vol. 1 (Diamond Poesy - Tokyo)
  - é è ê (cuisine de l’immédiat)
- 2003 : 
  - ENvers:inversé (Éd. Beaux-Arts de Metz)
  - Poésia semeiôtica (Xul/mobil-home/manglar)
  - La langue n’a pas d’os (Petit Véhicule n° 50)
- 2004 : 
  - Une révélation à propos des Révélations du grand O (Éd.Lerka)
  - Le Vent (coll. « Tourni-Paix ») Éd. à ciel ouvert
  - Diptyque : affiches n° 35 & n° 36 (Éd. le bleu du ciel)
  - Hommage au mail-artist méconnu (Éd. Worm Prods.)
- 2006 : 
  - Fables (éditions Plaine Page)
  - 1 Secret (Éd. Poïein)
- 2007 :
  - 1 2 3, coll. « l'incitatoire », trident neuf éditeur
- 2023 :
  - Imprimé à l’ancienne avec un choix de lettres en bois dispersées, retrouvées, assemblées par les vents contraires et un vent debout (Atelier des 13 Vents)

## Vidéos
- Entretien (part1) et (part2) avec Julien Blaine lors du festival Expoésie (juillet 2007)
- DVD chez Incidences : Julien Blaine et Richard Léandre Performance : collection le point sur le i, DVD #15,  Je rougis, Réalisation Giney AYME .2008, éditions Incidences, Marseille
- La Perf En Fin. La recherche de Julien Blaine, livre + film (Dvd), Verona, Ventabren, 2008

## Audios
- Julien Blaine dans Les 20 ans de radio Libertaire, double CD, DCC 12/13, éditions K'A (2001)
- Julien Blaine, En chair et en os, Live, quelques moments DCC 08, éditions K'A (2000)
- Julien Blaine, La Cinquième Feuille, DCC 11, éditions K'A (2001)
- Julien Blaine, Etienne Brunet, Bye-bye la perf, DCC 25, éditions K'A

## Histoire, archives et actualité de la revueDoc(k)s
- Site fondé et dirigé par Akenaton